# Referendo constitucional no Tajiquistão em 2016
Um referendo constitucional foi realizado no Tajiquistão em 22 de maio de 2016. Foram propostas 41 emendas constitucionais. As alterações incluíram:
- alterando o artigo 65 para remover os limites de prazo para o presidente do Tajiquistão
- reduzir a idade mínima para concorrer à presidência de 35 para 30
- proibição de partidos políticos baseados em plataformas religiosas

Segundo dados oficiais, as mudanças foram aprovadas por 96,6% dos eleitores. A participação eleitoral foi de 92%.

## Análise
Em um nível prático, o presidente em exercício Emomali Rahmon seria autorizado a concorrer à reeleição indefinidamente sob as mudanças. Rahmon foi presidente do Tajiquistão por quase um quarto de século, mostrando o que os críticos dizem ser um maior desrespeito pelas liberdades religiosas, sociedade civil e pluralismo político nos últimos anos.
A redução da idade mínima para concorrer à presidência permite que o filho de Rahmon concorra, porque ele teria 33 anos no final do atual mandato de seu pai. A restrição do partido religioso impacta mais notavelmente o principal Partido Renascentista Islâmico da oposição , que foi banido em 2015. Alguns analistas que afirmam que as mudanças violam os termos do acordo de paz que pôs fim à Guerra Civil tajique.

## Resultados
Os eleitores foram apresentados com a pergunta: "Você aprova emendas à Constituição do país?" De acordo com a lei do país, o resultado do referendo é válido se mais da metade dos eleitores o aprovaram.
| Escolha                              | Votos     | %     |
| ------------------------------------ | --------- | ----- |
| Sim                                  | 3,834,862 | 96.60 |
| Não                                  | 134,877   | 3.40  |
| Votos inválidos/em branco            | 89,683    | –     |
| Total                                | 4,059,422 | 100   |
| Eleitores registrados/comparecimento | 4,430,116 | 91.63 |
| Fonte: Asia Plus                     |           |       |